# MiG-1 (航空機)
 MiG-1 / МиГ-1
MiG-1戦闘機
- 用途：戦闘機
- 設計者：ミコヤン・グレヴィッチ設計局
- 製造者：第1工場
- 運用者： ソビエト連邦
- 初飛行：1940年4月5日 (I-200-1)[1]
- 生産数：約100機
- 運用状況：退役
- 派生型：MiG-3

MiG-1（ミグ1；ロシア語：МиГ-1ミーグ・アヂーン）は、ソビエト連邦の戦闘機である。アルテム・ミコヤン、ミハイル・グレヴィッチの両人が設計し、最初にMiGの名を冠した機体である。

## 概要
後にMiG-1となる機体の原案は当初ポリカールポフの設計局で進められていたが、ミコヤンを長とするOKO（試作設計部門）が設立され、そちらで作業を継続することとなった。
試作1号機（I-200-1）は1940年4月5日に初飛行し、5月24日の試験では高度6,900 mで648.5 km/hを記録した。これを受けて、国の公式試験が始まるより前に、国営第1工場での生産が決定された。8月29日より始まった国の公式試験も9月12日に合格となった。
試験の中で数多くの欠陥が発見されていたが、これらは生産を進めながら順次改良を生産ラインに組み込むこととされた。そして、MiG-1の生産数が100機となる頃には、それまでに組み込むことができなかった重大な欠陥への対処と1,000 kmの航続距離という新たな要求に応えたモデルであるMiG-3の生産準備が整っており、ラインはそちらに切り替えられた。

## 設計
金属資源の節約のため、それまでの同国の戦闘機や同時期に開発されていた他の機体と同じく、伝統的な木材と金属による混合構造を採っている。

### 胴体
機首からコクピット後部にかけての胴体前部は、鋼管構造に金属製の外板を張り合わせたものとなっていた。エンジンとコクピットの間には燃料タンクと武装が配置されている。
コクピット後部から垂直尾翼にかけては、木製セミモノコック構造となっていた。主構造は4本のロンジロン（強力縦通材）と7枚のフレームで構成され、それを多数の縦通材と薄い合板を重ねて張り合わせたもので補強している。水平尾翼は全金属製、エレベーターは金属骨組みに羽布張りだった。

### 主翼
MiG-1の主翼は、胴体前部と接する中央翼とその両端に結合される外翼に分かれていた。

#### 中央翼
中央翼は胴体前部と同じく全金属製で、主桁とその前後に配置された2つの補助桁、そして左右各5枚のリブによって構成されている。主脚は中央翼に設けられており、前方の補助桁と主桁の間に格納される。後方の補助桁と主桁の間には、各75リットルの燃料タンクが納められた。

#### 外翼
外翼は全木製構造で、主桁のフランジには、フェノール樹脂を浸透させた強化木材であるデルタ材が用いられていた。外翼は5度の上反角をもって中央翼の両端に取り付けられ、結合部にはアルミ合金の板が張られた。
比較試験のため、試作3号機（I-200-3）では外翼の外板を金属製としていたが、量産型では全木製のままとされた。

### エンジン
当初は液冷V型12気筒のミクーリン AM-37エンジン（離昇1,600馬力）を選定していたが、開発中のエンジンであったため間に合わず、発展元のAM-35Aエンジン（離昇1,350 hp）が搭載された。これはYak-1やLaGG-3が搭載したクリーモフ M-105Pエンジン（離昇1,050馬力）より高出力であり、当機の高速性に大きく寄与した。しかしながらモーターカノンには非対応であり、重量もM-105の600 kgに対し830 kgと不利な点もあった。
プロペラは金属製の定速プロペラVISh-22Ye（直径3.0 m）を装備し、ピッチ角は油圧により24度から44度の範囲で変更可能だった。

### 武装
エンジン上部にShKAS 7.62 mm機関銃2挺（各375発）とUBS 12.7 mm機関銃1挺（300発）を有し、照準はコクピットに装着されたPBP-1光学照準器によって行われた。これらの構成はそのままMiG-3に引き継がれている。

## 運用
MiG-1は1940年初頭に空軍への供給が始まった。1941年2月22日までに計89機が部隊に配備されている。同年6月22日より始まったドイツ空軍の飛行場襲撃により、前線にあった機体は大きな被害を受けた。残存機はMiG-3などと共に緒戦における反撃に加わったが、その戦果や活躍などは判然としていない。
その多くは緒戦のうちに撃破されたとされているが、空軍には少なくとも1機が1944年に登録を削除されるまで生き残っていた。
海軍にもごく少数が配備され、MiG-3と共に運用されていた。

## 運用国
ソビエト連邦
- ソ連空軍
- ソ連海軍航空隊

## 派生型
Izdeliye 61 (Изделие 61)
製品61、第1工場内での名称。
I-200
原型機。
IP-201
翼下に23 mm機関砲を搭載する火力増強案。I-200の3号機を改造して試験されたが、搭載機関砲の性能不足を理由に中止となった。
MiG-1
生産型。I-200と同じくAM-35Aエンジンを搭載。
MiG-1 AM-37
設計当初に想定していたAM-37エンジンを搭載したもの。I-200の2号機をもとに試験された。
MiG-3
初期の欠陥解消や新たな要求に応えるべく、機体各部に改修を盛り込んだもの。

## 諸元
MiG-1
- 乗員：1 名
- 全長：8.155 m
- 全高：3.30 m
- 全幅：10.20 m
- 翼面積：17.44 m²
- 空虚重量：2,411 kg
- 全備重量：3,099 kg
- エンジン：ミクーリン AM-35A 液冷V型12気筒×1
- 出力：1,350 馬力
- 最大速度
  - 628 km/h (高度7,200 m)
  - 486 km/h (高度0 m)
- 航続距離：560 km
- 上昇限度：12,000 m
- 武装：12.7 mm UBS機関銃 ×1、7.62 mm ShKAS機関銃 ×2